# Anton Forsberg
Anton Forsberg, född 27 november 1992 i Härnösand, är en svensk ishockeymålvakt, som tillhör NHL-laget Ottawa Senators.
Han har tidigare spelat på NHL-nivå för Carolina Hurricanes, Chicago Blackhawks och Columbus Blue Jackets och på lägre nivåer för Charlotte Checkers, Rockford IceHogs, Cleveland Monsters, Lake Erie Monsters och Springfield Falcons i AHL, Modo i SHL och Södertälje SK i Hockeyallsvenskan.
Hans moderklubb är AIK Härnösand.

## Klubblagskarriär

### NHL

#### Columbus Blue Jackets
Vid NHL-draften 2011 valdes Forsberg som 188:e spelare totalt av Columbus Blue Jackets och skrev på sitt treåriga entry level-kontrakt med klubben den 28 maj 2013.

#### Chicago Blackhawks
Den 23 juni 2017 tradades han tillsammans med Brandon Saad och ett val i femte rundan i NHL-draften 2018 till Chicago Blackhawks, i utbyte mot Artemi Panarin och Tyler Motte och ett val i sjätte rundan i NHL-draften 2017 (Jonathan Davidsson).

#### Carolina Hurricanes
Han tradades, tillsammans med Gustav Forsling, till Carolina Hurricanes den 24 juni 2019 i utbyte mot Calvin de Haan och Aleksi Saarela.

## Landslagskarriär
Forsberg var med i det svenska lag som vann VM-guld vid Junior-VM 2012.